# Piazzale Re Astolfo
Piazzale Re Astolfo, o in modo più completo piazzale Re Astolfo IV, è il centro storico medievale della città di Carpi nato con la fondazione della pieve di Santa Maria attorno all'VIII o forse al IX secolo .

## Storia
Piazzale Re Astolfo rappresenta il nucleo originario della Cittadella di Carpi, il centro della prima zona fortificata della città medievale a lungo completamente occupato da edifici e solo in seguito divenuto una piazza.

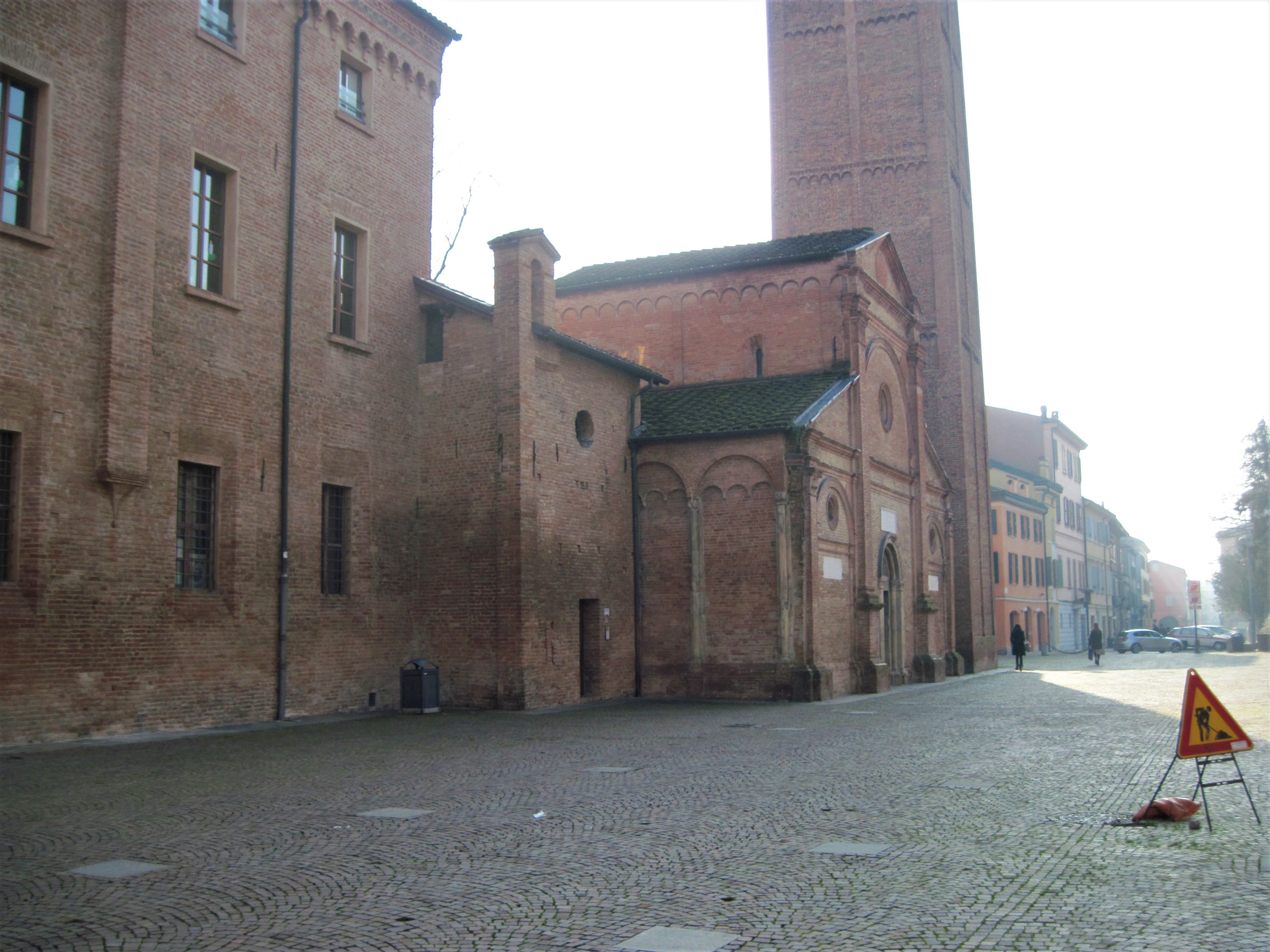
Piazzale Re Astolfo con la chiesa della Sagra e, a sinistra, palazzo di Castelvecchio.

L'antica pieve di Santa Maria alla quale è legata la nascita della piccola piazza (e che fu chiamata La Sagra con la consacrazione di papa Lucio III) è detta anche in Castello perché posizionata entro le mura della cittadella.
L'aspetto dell'area prima della parziale demolizione della pieve per decisione di Alberto Pio si può in parte ricostruire osservando la pavimentazione di porfido nella quale una fila doppia di cubetti indica l'originaria pianta della chiesa.

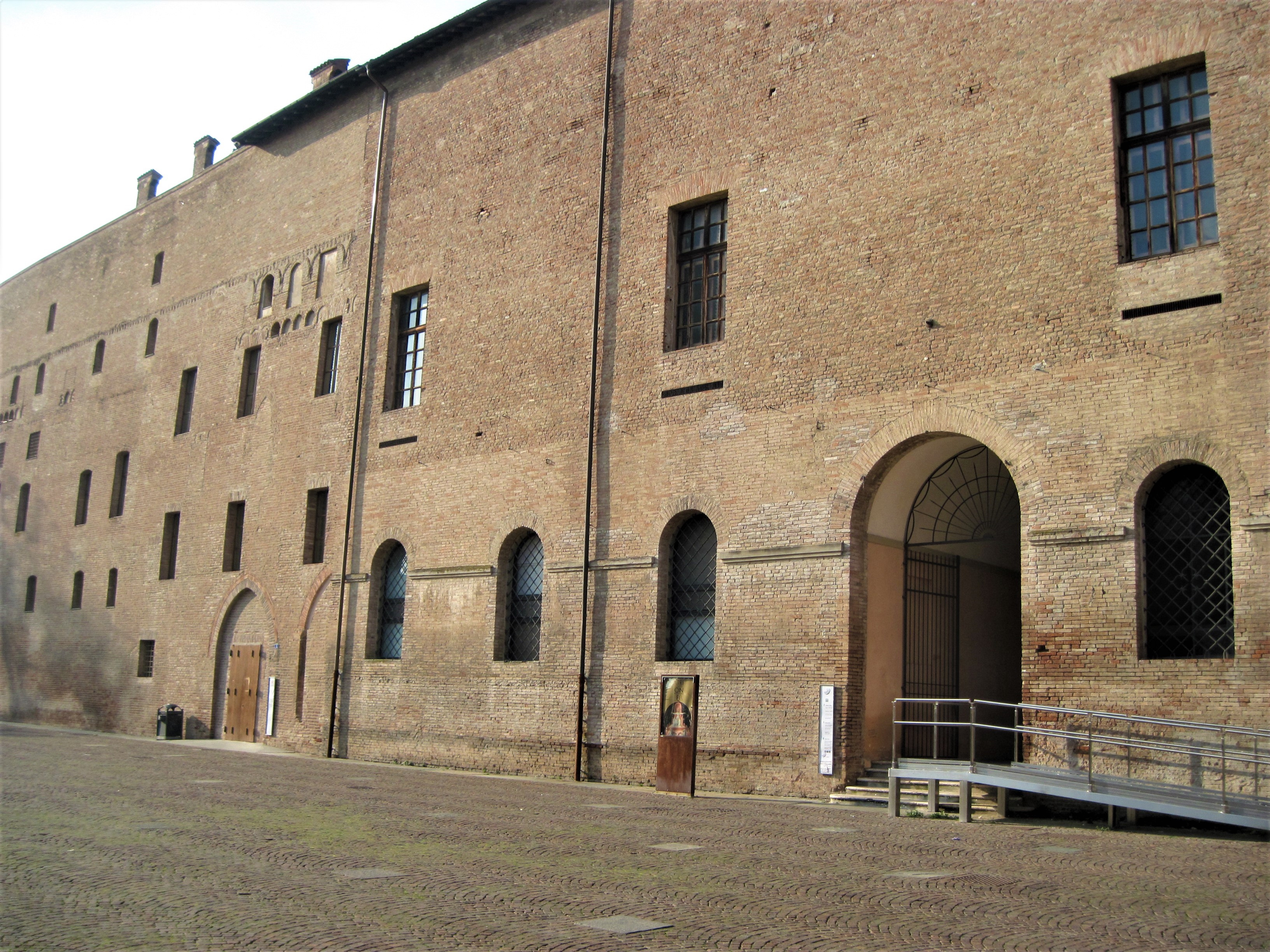
Facciata posteriore del palazzo dei Pio che si affaccia su piazzale Re Astolfo. Visibile l'accesso al cortile interno del palazzo.

## Origine del nome
Anticamente, a partire circa dal XVII secolo, il piazzale fu chiamato piazza del giuoco del pallone perché c'era l'usanza di utilizzarlo a questo scopo. Solo in tempi recenti il nome divenne omaggio al re che, secondo la leggenda, aveva fondato Carpi.

## Descrizione
Palazzo Pio si trova nella parte occidentale del piazzale mentre a nord si trova la biblioteca, anticamente opificio Loria per la lavorazione del truciolo, tipica del carpigiano. La pieve della Sagra occupa la zona centrale ad est, con la sua torre campanaria a sud e il Castelvecchio a nord.
Il giardino che si trova a sud del palazzo Pio e che in tempi recenti è legato al teatro anticamente apparteneva al chiostro della canonica della Sagra.

## Luoghi d'interesse
- Palazzo di Castelvecchio, edificato da Giberto Pio nella prima metà del XIV secolo come residenza per il suo casato. Restano, della struttura originaria, il prospetto principale in cotto con il portale ad arco a sesto acuto e l'ala nord.[2][1][4]
- Biblioteca multimediale "Arturo Loria", vecchia sede dell'omonima manifattura specializzata nella lavorazione e preparazione di cappelli di truciolo.[4] Alla biblioteca ed al piazzale fa riferimento la Festa del racconto e premio letterario "Arturo Loria".[5]
- Chiesa della Sagra, l'antica pieve carpigiana con accanto la torre campanaria alta quasi 50 metri.
- Palazzo Pio, complesso di vari palazzi signorili e strutture fortificate edificato a partire dall'XI secolo. Sul piazzale il prospetto conserva tracce di finestrature del XIV secolo e di antiche merlature tamponate.[1]
- Teatro comunale di Carpi, principale teatro cittadino, edificato nel XIX secolo.